# De Gukuk
De Gukuk (Nederlands: de koekoek) was een Luxemburgs tijdschrift.
De Gukuk werd opgericht door advocaat Eugène Forman en verscheen vanaf 12 augustus 1922. In het eerste nummer werd het doel in een verhaaltje toegelicht: "De "Gukuk" heeft één doel: anderen aan het lachen maken, en met hen meelachen. En als de "Gukuk" dan ook nog eens uitgelachen wordt, is dat helemaal mooi meegenomen. "Wat nu?", vraagt mijn goede oude vriend Jamper. Een 'gukuk' moet een goede echo hebben, want een 'gukuk' zonder echo zou zijn als een doorn zonder bed". Het satirisch blad verscheen wekelijks op zaterdag in het Luxemburgs en het Duits. Tot de medewerkers behoorden journalist Jean-Pierre Welter en tussen 1923 en 1931 karikaturist Albert Simon.

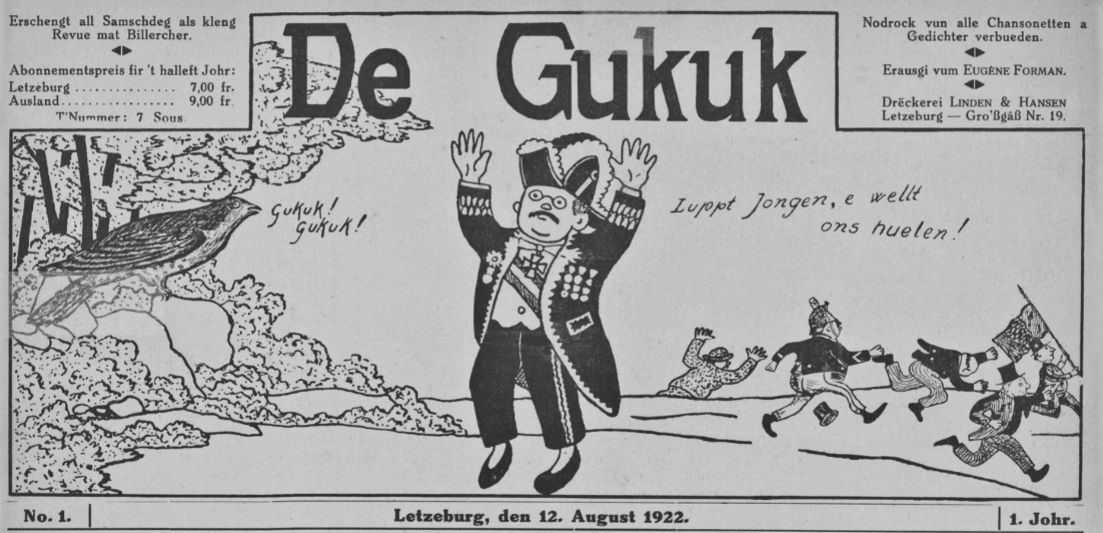
De eerste uitgave van De Gukuk